# 観音崎町
観音崎町（かんのんざきちょう）は、山口県下関市にある地名。郵便番号は750-0012。当地域の人口は273人（平成27年国勢調査による。）。

## 地理
下関市の南部に位置する。北は一部を丸山町と名池町、南西は岬之町、南東はあるかぽーと、北東は南部町に接する。

## 歴史

### 地名の由来
臨済宗南禅寺派永福寺にある観音に由来する。

### 沿革
- 1882年（明治15年）東細江町から分離[2]。
- 1883年（明治16年）永福寺内に赤間義塾を設置[2]。
- 1896年（明治29年）馬関商業銀行設立、馬関電灯設立[2]。
- 1944年（昭和19年）山口銀行設立[3]。
- 1965年（昭和40年）山口銀行を竹崎町4丁目に移転[3]。

## 年中行事

### 幽霊祭り
毎年7月7日に観音を開帳する日に行われる。7月7日は限定で幽霊の掛け軸を公開する。また、永福寺境内の線香の火に当たると、病気をしないという言い伝えがある。

## 小・中学校の学区
市立小・中学校に通う場合、学区は以下の通りとなる。
| 町丁     | 番・番地 | 小学校             | 中学校             |
| -------- | -------- | ------------------ | ------------------ |
| 観音崎町 | 全域     | 下関市立王江小学校 | 下関市立名陵中学校 |

## 交通

### バス
- サンデン交通「三百目」、「海響館前」バス停下車

### 道路
- 国道9号

## 施設
- 下関警察署海峡交番(元下関水上署)
- 太陽生命保険
- はまの宝石株式会社本社
- 朝日生命保険
- 旧山口銀行本店(現資料館)
- 臨済宗南禅寺派永福寺